# St Kiprian Peak
St Kiprian Peak är en kulle i Antarktis. Den ligger i Sydshetlandsöarna. Argentina, Chile och Storbritannien gör anspråk på området. Toppen på St Kiprian Peak är 280 meter över havet.
Terrängen runt St Kiprian Peak är huvudsakligen kuperad, men åt nordost är den platt. Havet är nära St Kiprian Peak åt sydost. Trakten är glest befolkad. Närmaste befolkade plats är Maldonado Station, 12,1 kilometer nordväst om St Kiprian Peak. 